# ФК «Шахтёр» Караганда в сезоне 1993
Сезон 1993 — 2-й сезон для «Шахтёра» в высшем дивизионе страны, а также 36-й с учётом участия в чемпионатах СССР.

## Чемпионат Казахстана 1993

### Предварительный этап (Группа Б)

#### Турнирная таблица
| Место | Команда  | Город            | И  | В  | Н | П  | ГЗ | ГП | ±   | О  | Примечания                                                     |
| ----- | -------- | ---------------- | -- | -- | - | -- | -- | -- | --- | -- | -------------------------------------------------------------- |
| 1     | Ансат    | Павлодар         | 22 | 13 | 4 | 5  | 51 | 26 | 25  | 30 | Команды, продолжающие борьбу за чемпионство                    |
| 2     | Батыр    | Экибастуз        | 22 | 13 | 3 | 6  | 48 | 24 | 24  | 29 | Команды, продолжающие борьбу за чемпионство                    |
| 3     | Химик    | Костанай         | 22 | 11 | 6 | 5  | 35 | 20 | 15  | 28 | Команды, продолжающие борьбу за чемпионство                    |
| 4     | Шахтер   | Караганда        | 22 | 11 | 6 | 5  | 24 | 12 | 12  | 28 | Команды, продолжающие борьбу за чемпионство                    |
| 5     | Восток   | Усть-Каменогорск | 22 | 12 | 3 | 7  | 31 | 21 | 10  | 27 | Команды, продолжающие борьбу за чемпионство                    |
| 6     | Целинник | Акмола           | 22 | 11 | 5 | 6  | 32 | 21 | 11  | 27 | Команды, продолжающие борьбу за чемпионство                    |
| 7     | Ажар     | Кокшетау         | 22 | 12 | 2 | 8  | 35 | 31 | 4   | 26 | Команды, продолжающие борьбу за сохранение места в Высшей лиге |
| 8     | Булат    | Темиртау         | 22 | 11 | 3 | 8  | 43 | 23 | 20  | 25 | Команды, продолжающие борьбу за сохранение места в Высшей лиге |
| 9     | Динамо   | Алма-Ата         | 22 | 9  | 3 | 10 | 34 | 35 | -1  | 21 | Команды, продолжающие борьбу за сохранение места в Высшей лиге |
| 10    | Намыс    | Алма-Ата         | 22 | 5  | 2 | 15 | 18 | 62 | -44 | 12 | Команды, продолжающие борьбу за сохранение места в Высшей лиге |
| 11    | Спартак  | Семипалатинск    | 22 | 2  | 4 | 16 | 19 | 50 | -31 | 8  | Команды, продолжающие борьбу за сохранение места в Высшей лиге |
| 12    | Енбек    | Жезказган        | 22 | 1  | 1 | 20 | 18 | 63 | -45 | 3  | Команды, продолжающие борьбу за сохранение места в Высшей лиге |

#### Матчи
Победа
 Ничья
 Поражение
| 10 апреля 1993 1 тур | Шахтёр    | 0:0     | Целинник    | Сарань                                                                   |
| | Цуканов ? | (отчёт) | Калибеков ? | Стадион: Центральный Зрителей: 600 Судья: Александр Мазманьян (Алма-Ата) |
| Шахтёр: Ишутин, Мищенко, Пугальцов, Рахимбеков, Егоров, Манюк, Курдюмов, Хоботов, Кравченко, Иманкулов, Нестеров (Цуканов 60) Целинник: Данилов, Лисин, Войтехович, Горетов, Гелажень, Гаренских, Калибеков, Линевич, Орлов (Жумагулов 84), Кучербаев (Басманов 84), Ташенев (Сер.Кенетаев) |           |         |             |                                                                          |

| 13 апреля 1993 2 тур | Шахтёр                             | 2:0     | Химик | Сарань                                          |
| | Журавлёв 7′ · Пугальцов 54′ (пен.) | (отчёт) |       | Стадион: Центральный Зрителей: 500 Судья: ? (?) |
| Шахтёр: Ишутин, Пугальцов, Рахимбеков, Егоров (Свешников 81), Манюк, Курдюмов, Хоботов, Журавлёв (Огольцов 46), Кравченко, Иманкулов, Нестеров (Цуканов 69) Химик: Гафуров, Близнюк (Попырко 46), Будник (Беседа 46), Ширяев, Смирнов, Иржанов, Копжасаров (Байтуреев 70), Финашутин, Цапаев, Малышев, Вельман |                                    |         |       |                                                 |

| 17 апреля 1993 3 тур | Батыр | 0:0     | Шахтёр | Экибастуз                           |
| |       | (отчёт) |        | Стадион: ? Зрителей: ? Судья: ? (?) |
| Батыр: Востриков, Осипов, Спарышев, Тумабаев, Гумар, Решетнев, Дубков, Карзаков (Чурсин 65), Курганский, Текиев, Макаев Шахтёр: Ишутин, Мищенко, Пугальцов, Рахимбеков, Огольцов, Егоров (Нестеров 66), Манюк (Журавлёв 87), Курдюмов (Сакенов 90), Хоботов, Кравченко (Цуканов 85), Иманкулов |       |         |        |                                     |

| 20 апреля 1993 4 тур | Ансат            | 1:0     | Шахтёр  | Павлодар                                                             |
| | Рылов 38′ (пен.) | (отчёт) | Манюк ? | Стадион: ? Зрителей: 3 000 Судья: Григорий Сысоев (Усть-Каменогорск) |
| Ансат: Калябин, Абдуалиев, Фамильцев, Садуов, Перерва, Буш, Коноваленко, Байсуфинов, Кучерявых (Яловцев 87), Антонов, Рылов (Бутков 80) Шахтёр: Ишутин, Мищенко, Пугальцов, Рахимбеков, Огольцов (Сакенов 75), Егоров (Цуканов 46), Манюк, Курдюмов, Хоботов, Кравченко, Иманкулов (Нестеров 75) |                  |         |         |                                                                      |

| 24 апреля 1993 5 тур | Шахтёр               | 1:0     | Булат      | Караганда                                                       |
| | Пугальцов 38′ (пен.) | (отчёт) | Пинчуков ? | Стадион: Шахтёр Зрителей: 1 500 Судья: Валерий Агеев (Кустанай) |
| Шахтёр: Ишутин, Мищенко, Пугальцов, Рахимбеков, Огольцов (Журавлёв 77), Егоров (Цуканов 68), Манюк, Курдюмов, Хоботов, Кравченко (Свешников 87), Иманкулов Булат: Райсханов, Пинчуков, Глушков, Елескин, Закшевский, Фриденталь, Ерёмин, Асылбаев, Першин (Нуфтиев 65), Демян, Тюрин |                      |         |            |                                                                 |

| 27 апреля 1993 6 тур                                                | Шахтёр                    | 2:0     | Кокшетау  | Караганда                                                       |
|                                                                     | Егоров 9′ · Иманкулов 72′ | (отчёт) | Усталов ? | Стадион: ? Зрителей: 1 000 Судья: Виталий Каган (Семипалатинск) |
| Шахтёр: ?, ?, Егоров, Иманкулов, ?, ? Кокшетау: ?, ?, Усталов, ?, ? |                           |         |           |                                                                 |

| 5 мая 1993 7 тур | Динамо                                           | 2:1     | Шахтёр                                    | Алма-Ата                                                 |
| | Гальченко 43′ (пен.) · Клишин 70′ · Гроховский ? | (отчёт) | · Иманкулов 88′ · Иманкулов ? · Цуканов ? | Стадион: ? Зрителей: 1 000 Судья: Николай Гуш (Павлодар) |
| Динамо: Худобин, Дузев (Милованов 46), Гальченко, Какаев, Джамангараев, Колбешкин, Пак (Соколовский 70), Ниязымбетов, Клишин, Литвиненко, Гроховский Шахтёр: Ишутин, Мищенко, Рахимбеков, Огольцов, Егоров (Заяц 70), Манюк, Курдюмов (Цуканов 70), Хоботов, Маликов, Кравченко, Иманкулов |                                                  |         |                                           |                                                          |

| 9 мая 1993 8 тур | Намыс         | 0:1     | Шахтёр                      | Алма-Ата                                                      |
| | · Салтанаев ? | (отчёт) | Кравченко 68′ · Кравченко ? | Стадион: ? Зрителей: 1 000 Судья: Андрей Усов (Семипалатинск) |
| Намыс: Кырыкбаев, Кулшинбаев, Абдрахманов, Салтанаев, Исаев, Смыков, Кошкарбаев (Кадыров 46), Бурибаев, Иманкулов, Кадыркулов (Махамбетов 46), Баймуратов (Ашимов 50) Шахтёр: Ишутин, Пугальцов, Рахимбеков, Огольцов (Мищенко 60), Егоров (Журавлёв 79), Манюк, Курдюмов, Хоботов, Маликов (Свешников 70), Кравченко, Иманкулов (Сакенов 83) |               |         |                             |                                                               |

| 13 мая 1993 9 тур | Енбек       | 0:1     | Шахтёр     | Жезказган                                                        |
| | · Пузанов ? | (отчёт) | Егоров 15′ | Стадион: ? Зрителей: 750 Судья: Олег Вялов (Алматинская область) |
| Енбек: Рощупкин, Исанов, Дёмин, Пузанов, Царьков, Киргизбаев (Трегубов 46), Бектурганов, Токсанов, Бондарь, Паустовский, Бадагулов Шахтёр: Ишутин, Мищенко, Пугальцов, Рахимбеков, Огольцов (Журавлёв 65), Егоров (Цуканов 72), Манюк, Курдюмов, Хоботов, Кравченко (Свешников 83), Иманкулов (Сакенов 88) |             |         |            |                                                                  |

| 20 мая 1993 11 тур | Шахтёр                                                      | 3:2     | Спартак                                        | Караганда                                                         |
| | Пугальцов 38′ (пен.) · Пугальцов 65′ (пен.) · Кравченко 69′ | (отчёт) | · Кирьянов 76′ · Парфентьев 86′ · Оразгалиев ? | Стадион: Шахтёр Зрителей: 1 000 Судья: Касымжан Мадиев (Алма-Ата) |
| Шахтёр: Ишутин (Новиков 74), Мищенко, Пугальцов, Рахимбеков, Егоров (Журавлёв 57), Манюк, Курдюмов (Заяц 72), Хоботов, Кравченко, Иманкулов, Цуканов (Огольцов 71) Спартак: Балахонов, Оразгалиев, Шубнов, Парфентьев, Вишняков, Алтухов, Успанов (Габдуллин 57), Сидоров, Орлов, Медведев (Пильников 46, П.Евгин 67), Кирьянов |                                                             |         |                                                |                                                                   |

| 24 мая 1993 12 тур | Шахтёр                                    | 2:0     | Восток                  | Караганда                                                              |
| | Иманкулов 23′ · Кравченко 73′ · Хоботов ? | (отчёт) | · Демченко ? · Кайзер ? | Стадион: ? Зрителей: 1 000 Судья: Байрам Зубанов (Алматинская область) |
| Шахтёр: Ишутин, Мищенко, Пугальцов, Рахимбеков, Егоров, Манюк, Курдюмов (Свешников 87), Хоботов, Кравченко (Журавлёв 83), Иманкулов, Цуканов (Огольцов 46) Восток: Фузеев, Евтеев, Федоров, Демченко, Кайзер, Ставский, Мухаметкалиев, Щёткин, Кожевников (Зеленцов 60), Авдеенко, Борибаев |                                           |         |                         |                                                                        |

| 28 мая 1993 13 тур | Ажар | 0:0     | Шахтёр       | Кокчетав                                                           |
| |      | (отчёт) | Рахимбеков ? | Стадион: ? Зрителей: 1 000 Судья: Сергей Проскурин (Семипалатинск) |
| Ажар: Мясковский, Салыбеков, Климчик, Мачихин (Зайцев 25), Чупров, Мухамеджанов, Фризен, Калабухин, Краснобаев, Феоктистов, Мякишев Шахтёр: Ишутин, Мищенко, Пугальцов, Рахимбеков, Егоров, Манюк, Курдюмов, Хоботов, Самойлов (Огольцов 71), Кравченко, Иманкулов |      |         |              |                                                                    |

| 4 июня 1993 15 тур | Шахтёр | 0:1     | Ажар                     | Караганда                           |
| |        | (отчёт) | Зайцев 16′ · Калабухин ? | Стадион: ? Зрителей: ? Судья: ? (?) |
| Шахтёр: Ишутин, Мищенко, Пугальцов, Рахимбеков, Егоров (Тимонин 72), Манюк, Курдюмов, Хоботов (Огольцов 43), Самойлов (Маликов 46), Кравченко, Иманкулов Ажар: Мясковский, Салыбеков, Климчик, Мачихин, Чупров, Мухамеджанов, Фризен, Калабухин, Краснобаев, Феоктистов, Зайцев (Ляшко 70) |        |         |                          |                                     |

| 14 июня 1993 17 тур | Спартак          | 1:1     | Шахтёр      | Семипалатинск                                         |
| | · Парфентьев 73′ | (отчёт) | Тимонин 11′ | Стадион: ? Зрителей: ? Судья: Николай Дрютов (Акмола) |
| Спартак: Балахонов, Шубнов, Парфентьев, Вишняков, Муканов (Габдуллин 46), И.Евгин (Ан.Богомолов 79), Ходаев, Успанов (Оразгалиев 65), Орлов, Медведев (Пильников 46), Кирьянов (Сидоров 55) Шахтёр: Ишутин, Мищенко (Огольцов 46), Пугальцов, Рахимбеков, Заяц, Егоров (Цуканов 73), Манюк (Маликов 68), Курдюмов, Тимонин, Кравченко (Самойлов 46), Иманкулов (Кушебин 68) |                  |         |             |                                                       |

| 17 июня 1993 18 тур | Восток       | 0:0     | Шахтёр      | Усть-Каменогорск                                          |
| | Кожевников ? | (отчёт) | Пугальцов ? | Стадион: ? Зрителей: 500 Судья: Владимир Донде (Алма-Ата) |
| Восток: Фузеев, Евтеев, Федоров, Салий (Хуторной 75), Демченко, Кайзер, Мухаметкалиев, Щёткин (Зеленцов 60), Кожевников, Авдеенко, Борибаев Шахтёр: Ишутин, Мищенко, Пугальцов, Рахимбеков, Огольцов, Егоров (Журавлёв 83), Манюк, Курдюмов, Самойлов, Тимонин (Маликов 87), Иманкулов (Кушебин 88) |              |         |             |                                                           |

| 21 июня 1993 19 тур | Шахтёр     | 1:0     | Енбек     | Караганда                                                 |
| | Егоров 66′ | (отчёт) | · Ямныч ? | Стадион: ? Зрителей: 500 Судья: Юрий Мизрахиль (Алма-Ата) |
| Шахтёр: Ишутин, Мищенко, Пугальцов, Рахимбеков, Манюк, Курдюмов, Хоботов, Самойлов (Егоров 46), Тимонин (Маликов 38, Огольцов 67), Кравченко, Иманкулов Енбек: Вадель, Исанов, Дёмин, Пузанов, Ямныч (Киргизбаев 34), Чежия, Бектурганов, Тукмачев, Токсанов, Бондарь, Кураев |            |         |           |                                                           |

| 29 июня 1993 21 тур | Шахтёр                                                   | 3:0     | Намыс        | Караганда                                                   |
| | Пугальцов 8′ (пен.) · Пугальцов 48′ (пен.) · Маликов 78′ | (отчёт) | Тулегенов 8' | Стадион: ? Зрителей: 1 200 Судья: Марат Мунбаев (Кзыл-Орда) |
| Шахтёр: Ишутин, Мищенко, Пугальцов, Рахимбеков, Огольцов (Тимонин 54), Егоров, Манюк, Хоботов, Самойлов (Маликов 60), Кравченко (Журавлёв 60), Иманкулов (Кушебин 81) Намыс: Раскулов (Кырыкбаев 46), Кулшинбаев, Бахтыбаев (Салтанаев 46), Байгараев (Куанышбаев 46), Тулегенов, Смыков, Кошкарбаев, Бурибаев (Шарипов 65), Абдилдабеков, Иманкулов, Кадыркулов (Ашимов 60) |                                                          |         |              |                                                             |

| 2 июля 1993 22 тур | Шахтёр                                                | 3:1     | Динамо            | Караганда                                                       |
| | Егоров 4′ · Кравченко 50′ · Егоров 81′ · Рахимбеков ? | (отчёт) | · Вороговский 55′ | Стадион: ? Зрителей: 1 000 Судья: Багдат Тусеев (Семипалатинск) |
| Шахтёр: Ишутин, Мищенко, Пугальцов, Рахимбеков, Егоров (Цуканов 54, Огольцов 74), Манюк, Курдюмов, Самойлов, Тимонин (Маликов 83), Кравченко (Журавлёв 79), Иманкулов Динамо: Ненашев, Милованов, Дузев, Гальченко, Какаев (Соколовский 83), Пак, Ниязымбетов, Нисанбаев (Джамангараев 74), Бобров (Чеусов 46), Гроховский (Чухлеба 85), Вороговский |                                                       |         |                   |                                                                 |

| 6 июля 1993 23 тур | Булат | 0:0     | Шахтёр  | Темиртау                                                               |
| |       | (отчёт) | Манюк ? | Стадион: Металлург Зрителей: 1 000 Судья: Александр Кулаков (Алма-Ата) |
| Булат: Райсханов, Пинчуков, Глушков, Елескин, Закшевский, Нуфтиев, Фриденталь, Ерёмин (Байбурин 73), Демян, Тюрин, Бадагулов Шахтёр: Ишутин, Мищенко, Пугальцов, Егоров (Кравченко 74), Манюк, Курдюмов, Хоботов, Самойлов (Маликов 83), Тимонин (Огольцов 76), Кушебин, Иманкулов (Дарушев 87) |       |         |         |                                                                        |

| 24 тур | Кокшетау | -:- | Шахтёр |  |

| 14 июля 1993 25 тур | Шахтёр                       | 2:0     | Батыр | Караганда                                                           |
| | Кравченко 20′ · Курдюмов 31′ | (отчёт) |       | Стадион: Шахтёр Зрителей: 3 575 Судья: Александр Кулаков (Алма-Ата) |
| Шахтёр: Ишутин, Мищенко, Пугальцов, Рахимбеков, Егоров (Цуканов 86), Курдюмов, Хоботов, Самойлов, Тимонин (Огольцов 70), Кравченко (Журавлёв 80), Иманкулов (Кушебин 64) Батыр: Востриков, Осипов, Спарышев, Тумабаев, Гумар, Решетнев (Сулейменов 82), Дубков (Барсуков 46), Карзаков (Чурсин 46), Курганский (Вихлянов 70), Текиев, Онилов (Афельченко 75) |                              |         |       |                                                                     |

| 17 июля 1993 26 тур | Шахтёр                       | 1:0     | Ансат                | Караганда                                                             |
| | Иманкулов 37′ · Рахимбеков ? | (отчёт) | · Рылов ? · Садуов ? | Стадион: Шахтёр Зрителей: 1 000 Судья: Александр Мазманьян (Алма-Ата) |
| Шахтёр: Ишутин, Мищенко, Пугальцов, Рахимбеков, Манюк (Огольцов 72), Курдюмов, Хоботов, Самойлов, Тимонин (Егоров 46), Кравченко (Цуканов 82), Иманкулов (Кушебин 76) Ансат: Цирин, Абдуалиев, Фамильцев, Садуов, Кабаев, Буш, Байсуфинов (Яловцев 75), Антонов, Рылов (Горячев 78), Бутков, Дузмамбетов |                              |         |                      |                                                                       |

| 23 июля 1993 27 тур | Целинник                        | 2:1     | Шахтёр                 | Акмола                              |
| | Кучербаев 2′ (пен.) · Лисин 80′ | (отчёт) | · Пугальцов 13′ (пен.) | Стадион: ? Зрителей: ? Судья: ? (?) |
| Целинник: Шарипов, Лисин, Иванов, Сарсенов, Горетов, Калибеков, Сак.Кенетаев (Жумагулов 85), Кучербаев, Ташенев (Линевич 46), Шабанов, Сер.Кенетаев (Дмитриев 80) Шахтёр: Ишутин, Мищенко, Пугальцов (Егоров 46), Манюк, Курдюмов (Цуканов 64), Хоботов, Самойлов, Тимонин (Журавлёв 66), Кушебин, Кравченко (Семёнов 46), Иманкулов |                                 |         |                        |                                     |

| 26 июля 1993 28 тур | Химик                    | 2:1     | Шахтёр         | Кустанай                            |
| | Малышев 32′ · Ширяев 70′ | (отчёт) | · Курдюмов 40′ | Стадион: ? Зрителей: ? Судья: ? (?) |
| Химик: Гафуров, Попырко (Данилов 83), Близнюк, Будник (Смирнов 70), Ширяев, Иржанов, Копжасаров, Финашутин, Горналев (Беседа 46), Низовцев (Попов 76), Малышев Шахтёр: Ишутин (Новиков 46), Мищенко (Егоров 46), Пугальцов, Рахимбеков, Манюк (Семёнов 46), Курдюмов (Цуканов 65), Хоботов, Самойлов, Тимонин, Кушебин (Иманкулов 70), Кравченко |                          |         |                |                                     |

### Финальный этап (1-12 места)

#### Турнирная таблица
| Место | Команда       | Город            | И  | В  | Н | П  | ГЗ | ГП | ±   | О  | Примечания                          |
| ----- | ------------- | ---------------- | -- | -- | - | -- | -- | -- | --- | -- | ----------------------------------- |
| 1     | Ансат         | Павлодар         | 22 | 14 | 6 | 2  | 43 | 15 | 28  | 34 | Азиатский кубок чемпионов 1994/1995 |
| 2     | Батыр         | Экибастуз        | 22 | 13 | 4 | 5  | 41 | 20 | 21  | 30 |                                     |
| 3     | Горняк        | Хромтау          | 22 | 12 | 6 | 4  | 36 | 28 | 8   | 30 |                                     |
| 4     | Жигер         | Шымкент          | 22 | 11 | 7 | 4  | 43 | 28 | 15  | 29 |                                     |
| 5     | СКИФ-Ордабасы | Шымкент          | 22 | 9  | 6 | 7  | 27 | 25 | 2   | 24 |                                     |
| 6     | Шахтер        | Караганда        | 22 | 8  | 6 | 8  | 25 | 29 | -4  | 22 |                                     |
| 7     | Достык        | Алма-Ата         | 22 | 9  | 1 | 12 | 26 | 34 | -8  | 19 |                                     |
| 8     | Химик         | Костанай         | 22 | 7  | 5 | 10 | 26 | 31 | -5  | 19 |                                     |
| 9     | Актюбинец     | Актюбинск        | 22 | 5  | 7 | 10 | 27 | 31 | -4  | 17 |                                     |
| 10    | Восток        | Усть-Каменогорск | 22 | 7  | 2 | 13 | 26 | 40 | -14 | 16 |                                     |
| 11    | Кайрат        | Алма-Ата         | 22 | 5  | 3 | 14 | 23 | 41 | -18 | 13 |                                     |
| 12    | Целинник      | Акмола           | 22 | 4  | 3 | 15 | 21 | 42 | -21 | 11 |                                     |

#### Матчи
| 14 августа 1993 1 тур | Шахтёр                                           | 2:2     | Ансат                                       | Караганда                                                           |
| | Егоров 20′ · Пугальцов 66′ (пен.) · Рахимбеков ? | (отчёт) | · Дузмамбетов 30′ · Антонов 64′ · Перерва ? | Стадион: ? Зрителей: 1 000 Судья: Александр Борисов (Семипалатинск) |
| Шахтёр: Ишутин, Мищенко, Пугальцов, Рахимбеков, Егоров (Кравченко 57), Манюк, Курдюмов, Хоботов, Самойлов, Тимонин, Иманкулов (Ералиев 46) Ансат: Цирин, Абдуалиев, Садуов, Кабаев, Перерва, Аловацкий, Буш (Антонов 46), Коноваленко, Кучерявых, Рылов, Дузмамбетов (Бутков 86) |                                                  |         |                                             |                                                                     |

| 17 августа 1993 2 тур | Восток                | 1:2     | Шахтёр                                | Усть-Каменогорск                                                 |
| | · Демченко 31′ (пен.) | (отчёт) | Ералиев 11′ · Кравченко 89′ · Манюк ? | Стадион: ? Зрителей: 1 000 Судья: Александр Мазманьян (Алма-Ата) |
| Восток: Тарасенко, Евтеев, Федоров, Салий, Демченко, Кайзер, Шойбеков, Щёткин (Зеленцов 60), Кожевников (Чесноков 71), Борибаев, Утробин Шахтёр: Ишутин, Мищенко, Пугальцов, Егоров (Кравченко 66), Манюк, Курдюмов, Хоботов, Самойлов, Тимонин, Иманкулов (Кушебин 70), Ералиев |                       |         |                                       |                                                                  |

| 22 августа 1993 3 тур | Шахтёр | 0:5     | Батыр                                                                         | Караганда                                                 |
| |        | (отчёт) | Курганский 19′ (пен.) · Дубков 37′ · Макаев 47′ · Курганский 62′ · Макаев 85′ | Стадион: ? Зрителей: 2 500 Судья: Николай Дрютов (Акмола) |
| Шахтёр: Ишутин, Мищенко, Пугальцов, Рахимбеков, Егоров (Иманкулов 57), Курдюмов, Хоботов, Самойлов (Огольцов 63), Тимонин (Маликов 66), Кравченко, Ералиев (Цуканов 63) Батыр: Востриков, Осипов, Спарышев, Тумабаев (Нургалиев 70), Гумар, Афельченко, Дубков (Решетнев 58), Чурсин (Карзаков 58), Курганский (Онилов 62), Текиев (Барсуков 60), Макаев |        |         |                                                                               |                                                           |

| 29 августа 1993 5 тур | Шахтёр                     | 1:0     | Горняк      | Караганда                                                        |
| | Ералиев 43′ · Рахимбеков ? | (отчёт) | · Ковалёв ? | Стадион: Шахтёр Зрителей: ? Судья: Александр Павленко (Кустанай) |
| Шахтёр: Ишутин, Мищенко, Пугальцов, Рахимбеков, Манюк, Курдюмов, Хоботов, Самойлов (Иманкулов 83), Тимонин (Маликов 86), Кравченко (Егоров 70), Ералиев Горняк: Корнеичев, Самара, Давыдов, Леонтьев, Рыжов, Ковалев, Колотовкин (Платонычев 43), Ивченко, Лузякин, Зобнин, Канищев |                            |         |             |                                                                  |

| 1 сентября 1993 6 тур | Шахтёр                    | 1:0     | Актюбинец                   | Караганда                                                    |
| | Самойлов 12′ · Курдюмов ? | (отчёт) | · Болдырев 57' · Уразбаев ? | Стадион: Шахтёр Зрителей: ? Судья: Сергей Уфимцев (Алма-Ата) |
| Шахтёр: Ишутин, Мищенко, Пугальцов, Егоров (Цуканов 70), Манюк, Курдюмов, Хоботов, Самойлов (Кравченко 70), Тимонин, Иманкулов (Кушебин 86), Ералиев Актюбинец: Лабунец, Гусев, Уразбаев, Танжариков, Кистер, Болдырев, М.Жоланов, Мирошниченко, Силин, Юрист, Мосьянов |                           |         |                             |                                                              |

| 6 сентября 1993 7 тур | Достык                 | 1:0     | Шахтёр      | Алма-Ата                                                  |
| | Клишин 41′ · Рысбаев ? | (отчёт) | · Хоботов ? | Стадион: ? Зрителей: 1 000 Судья: Николай Дрютов (Акмола) |
| Достык: Борисенко, Трофимов, Конюхов, Рысбаев, Коньков, Маликов, Доскеев, Лучкин, Татьянин (Никитенко 75), Клишин, Шанин Шахтёр: Ишутин, Мищенко, Пугальцов, Рахимбеков, Егоров (Иманкулов 58, Кушебин 81), Манюк, Курдюмов, Хоботов, Самойлов (Кравченко 46), Тимонин, Ералиев (Цуканов 58) |                        |         |             |                                                           |

| 9 сентября 1993 8 тур | СКИФ-Ордабасы                                | 1:1     | Шахтёр                                  | Шымкент                                                     |
| | · Зайцев 21′ (пен.) · Зайцев ? · Умирбеков ? | (отчёт) | Кравченко 13′ · Кравченко ? · Мищенко ? | Стадион: ? Зрителей: 2 000 Судья: Юрий Мизрахиль (Алма-Ата) |
| СКИФ-Ордабасы: Воскобойников, Мусатаев, Зайцев, Тётушкин, Ергешев (Умирбеков 78), Швырков, Дербисбаев, Абуов, Сисенов (Мельников 87), Ибрагимов, Капустников Шахтёр: Ишутин, Мищенко, Пугальцов, Рахимбеков, Егоров (Огольцов 46, Саудегеров 89), Манюк, Курдюмов, Самойлов (Цуканов 46), Тимонин (Маликов 87), Кравченко (Иманкулов 78), Ералиев |                                              |         |                                         |                                                             |

| 13 сентября 1993 9 тур | Целинник                             | 2:2     | Шахтёр                    | Акмола                                                     |
| | Кучербаев 30′ · Кучербаев 80′ (пен.) | (отчёт) | · Егоров 38′ · Егоров 61′ | Стадион: ? Зрителей: 3 000 Судья: Валерий Агеев (Кустанай) |
| Целинник: Хамитов, Лисин, Иванов, Войтехович, Сарсенов, Калибеков (Войтенко 85), Сак.Кенетаев, Линевич (Сер.Кенетаев 65), Кучербаев, Шабанов, Гроза (Басманов 75) Шахтёр: Ишутин (Новиков 77), Мищенко, Рахимбеков, Егоров, Манюк, Курдюмов, Хоботов (Саудегеров 13), Самойлов, Тимонин, Иманкулов (Кушебин 46), Цуканов (Маликов 58) |                                      |         |                           |                                                            |

| 16 сентября 1993 10 тур | Шахтёр                       | 2:1     | Химик       | Караганда                                                       |
| | · Самойлов 35′ · Кушебин 76′ | (отчёт) | Низовцев 4′ | Стадион: ? Зрителей: 1 000 Судья: Виталий Каган (Семипалатинск) |
| Шахтёр: Ишутин, Мищенко, Рахимбеков, Саудегеров, Егоров (Кушебин 68), Манюк, Курдюмов, Самойлов (Огольцов 80), Тимонин, Кравченко, Цуканов (Маликов 66) Химик: Верескун, Будник, Данилов, Ширяев, Попов, Жайлаубаев, Баймуратов, Акинин, Низовцев (Иржанов 46), Вельман, Щербаков |                              |         |             |                                                                 |

| 20 сентября 1993 11 тур | Жигер                                                                     | 3:2     | Шахтёр                                 | Шымкент                                                         |
| | Турмагамбетов 8′ · Турмагамбетов 18′ (пен.) · Максименко 87′ · Исраилов ? | (отчёт) | · Кравченко 20′ · Пугальцов 76′ (пен.) | Стадион: ? Зрителей: 2 000 Судья: Александр Павленко (Кустанай) |
| Жигер: Николенко, Сламбеков, Горбунов, Асанов (Кубиев 46), Туганбеков, Мозговой (Божидай 89), Жумаханов, Ваганов (Сарсекбаев 64), Исраилов (Морунов 84), Бунтов (Максименко 58), Турмагамбетов Шахтёр: Ишутин, Мищенко, Пугальцов, Рахимбеков, Саудегеров, Егоров (Цуканов 69), Манюк, Курдюмов, Самойлов, Тимонин, Кравченко (Кушебин 75) |                                                                           |         |                                        |                                                                 |

| 23 сентября 1993 12 тур | Кайрат                   | 2:0     | Шахтёр | Алма-Ата                                                 |
| | Галеев 68′ · Скляров 79′ | (отчёт) |        | Стадион: ? Зрителей: 1 000 Судья: Юрий Ярышев (Павлодар) |
| Кайрат: Кафанов, Анашкин, Есмуратов, Айманов (Енсебаев 84), Ахмедов, Жейлитбаев, Скляров (Каландаров 88), Рахимов (Алифбеков 58), Абильдаев, Найдовский, Галеев Шахтёр: Ишутин, Мищенко, Пугальцов, Рахимбеков, Егоров, Манюк, Курдюмов, Хоботов, Самойлов (Цуканов 46), Тимонин (Саудегеров 46), Иманкулов (Кравченко 46) |                          |         |        |                                                          |

| 27 сентября 1993 13 тур | Шахтёр                                  | 2:1     | Жигер                            | Караганда                                                 |
| | · Егоров 38′ · Егоров 67′ · Пугальцов ? | (отчёт) | Максименко 16′ · Турмагамбетов ? | Стадион: ? Зрителей: 1 000 Судья: Сергей Гусев (Алма-Ата) |
| Шахтёр: Ишутин, Мищенко, Пугальцов, Рахимбеков, Егоров (В.Кравченко 74), Манюк, Курдюмов (Цуканов 88), Хоботов, Самойлов, Тимонин, Иманкулов (Кушебин 78) Жигер: Николенко, Сламбеков, Горбунов, Нарынбаев, Туганбеков, Жумаханов, Ваганов, Исраилов, Сарсекбаев (Асанов 70), Максименко, Турмагамбетов (Бунтов 54) |                                         |         |                                  |                                                           |

| 30 сентября 1993 14 тур | Шахтёр                        | 2:0     | Кайрат | Караганда                                                          |
| | Кравченко 43′ · Кравченко 85′ | (отчёт) |        | Стадион: ? Зрителей: 1 000 Судья: Сергей Проскурин (Семипалатинск) |
| Шахтёр: Ишутин, Мищенко, Рахимбеков, Егоров (Маликов 76), Манюк, Курдюмов, Хоботов, Самойлов (Цуканов 46), Тимонин, Кушебин (Иманкулов 56), Кравченко Кайрат: Кафанов, Анашкин, Есмуратов, Айманов, Енсебаев, Ахмедов, Жейлитбаев, Аубакиров, Скляров, Найдовский, Абильдаев |                               |         |        |                                                                    |

| 4 октября 1993 15 тур | Химик        | 1:1     | Шахтёр                   | Кустанай                                                 |
| | Низовцев 64′ | (отчёт) | · Цуканов 80′ · Егоров ? | Стадион: ? Зрителей: 750 Судья: Евгений Шкарин (Шымкент) |
| Химик: Верескун, Попырко, Близнюк, Данилов, Смирнов, Попов (Акинин 62), Жайлаубаев (Копжасаров 46), Баймуратов, Низовцев, Вельман, Щербаков Шахтёр: Новиков, Пугальцов, Рахимбеков, Егоров, Манюк, Курдюмов, Хоботов, Кушебин (Огольцов 86), Маликов, Кравченко (Иманкулов 60), Цуканов |              |         |                          |                                                          |

| 7 октября 1993 16 тур | Шахтёр                                     | 3:1     | Целинник         | Караганда                                               |
| | Кравченко 35′ · Кравченко 41′ · Егоров 51′ | (отчёт) | · Уталишвили 86′ | Стадион: ? Зрителей: 500 Судья: Сергей Гусев (Алма-Ата) |
| Шахтёр: Ишутин, Мищенко, Пугальцов, Рахимбеков, Саудегеров (Иманкулов 60), Егоров (Цуканов 65), Манюк (Самойлов 46), Курдюмов (Маликов 46), Хоботов, Тимонин, Кравченко (Кушебин 62) Целинник: Хамитов, Лисин, Иванов, Сарсенов (Жумагулов 46), Горетов, Сак.Кенетаев (Войтенко 46), Линевич, Кучербаев, Сер.Кенетаев, Шабанов (Уталишвили 60), Гроза |                                            |         |                  |                                                         |

| 11 октября 1993 17 тур | Шахтёр                        | 0:2     | СКИФ-Ордабасы                                                                 | Караганда                                                     |
| | · Иманкулов 39' · Кравченко ? | (отчёт) | Капустников 2′ · Швырков 39' · Капустников 90′ · Грамматикопуло ? · Ергешев ? | Стадион: ? Зрителей: 1 000 Судья: Николай Объедков (Алма-Ата) |
| Шахтёр: Ишутин, Мищенко, Пугальцов, Рахимбеков, Егоров, Манюк, Хоботов, Самойлов, Тимонин, Кравченко, Иманкулов СКИФ-Ордабасы: Воскобойников, Мусатаев, Зайцев, Тётушкин, Ергешев, Швырков, Абуов, Сисенов (Грамматикопуло 17), Ибрагимов, Капустников, Степанищев |                               |         |                                                                               |                                                               |

| 14 октября 1993 18 тур | Шахтёр     | 1:0     | Достык | Караганда                                                  |
| | Егоров 75′ | (отчёт) |        | Стадион: ? Зрителей: 1 500 Судья: Евгений Шкарин (Шымкент) |
| Шахтёр: Ишутин, Мищенко, Пугальцов, Рахимбеков, Егоров, Манюк, Хоботов, Самойлов (Огольцов 87), Тимонин, Кушебин (Саудегеров 46), Маликов (Цуканов 46) Достык: Мозговенко, Трофимов, Пасько, Кожабергенов, Коньков, Доскеев, Татьянин (Никитенко 62), Огай, Клишин (Маликов 76), Гасанов, Шанин |            |         |        |                                                            |

| 18 октября 1993 19 тур | Актюбинец | 0:0     | Шахтёр    | Актюбинск                                                           |
| |           | (отчёт) | Хоботов ? | Стадион: Центральный Зрителей: 5 000 Судья: Сергей Гусев (Алма-Ата) |
| Актюбинец: Лабунец, Гусев, Уразбаев, Танжариков, Ганин, Болдырев (Леменчук 46), М.Жоланов, Распопов, Мирошниченко, Курнаев, Савченко (Несмеянов 46, Бутылкин 86) Шахтёр: Ишутин, Мищенко, Пугальцов, Рахимбеков, Егоров, Манюк, Курдюмов, Хоботов, Самойлов (Кравченко 59), Тимонин (Маликов 85), Кушебин (Саудегеров 80) |           |         |           |                                                                     |

| 21 октября 1993 20 тур | Горняк                            | 1:0     | Шахтёр                              | Хромтау                         |
| | Самара ? · Смолин ? · Ивченко 46′ | (отчёт) | Курдюмов ? · Манюк ? · Курдюмов 34' | Стадион: ? Зрителей: ? Судья: ? |
| Горняк: Корнеичев, Мурзатаев, Самара, Леонтьев, Рыжов, Колотовкин, Смолин, Ивченко, Лузякин, Зобнин (Терешонок 69), Канищев Шахтёр: Ишутин, Мищенко, Пугальцов, Рахимбеков, Егоров, Манюк, Курдюмов, Самойлов (Кравченко 66), Тимонин, Кушебин, Маликов (Цуканов 50) |                                   |         |                                     |                                 |

| 28 октября 1993 22 тур | Батыр                  | 2:1     | Шахтёр                        | Экибастуз                                                      |
| | Макаев 15′ · Гумар 70′ | (отчёт) | · Иманкулов 50′ · Иманкулов ? | Стадион: ? Зрителей: 6 000 Судья: Курманбек Ордабаев (Шымкент) |
| Батыр: Востриков, Осипов, Спарышев, Тумабаев, Афельченко, Решетнёв (Текиев 46), Дубков (Чурсин 57), Сулейменов (Гумар 63), Курганский (Зубарев 87), Макаев, Онилов (Решетников 75) Шахтёр: Ишутин, Мищенко, Пугальцов, Рахимбеков, Огольцов (Маликов 22), Егоров, Хоботов, Самойлов, Тимонин, Кравченко, Иманкулов (Кушебин 85) |                        |         |                               |                                                                |

| 1 ноября 1993 23 тур | Ансат      | 1:0     | Шахтёр | Павлодар                                                       |
| | Бутков 70′ | (отчёт) |        | Стадион: ? Зрителей: 5 000 Судья: Александр Кулаков (Алма-Ата) |
| Ансат: Цирин, Абдуалиев, Фамильцев (Коноваленко 46), Садуов, Кабаев, Абильдаев, Перерва, Буш, Кучерявых, Антонов (Бутков 46), Рылов Шахтёр: Ишутин, Мищенко, Пугальцов, Рахимбеков, Егоров, Манюк (Маликов 46), Хоботов, Курдюмов, Тимонин, Самойлов (Кравченко 82), Кушебин |            |         |        |                                                                |

| 4 ноября 1993 24 тур | Шахтёр                                            | 2:2     | Восток                                                | Караганда                                                         |
| | · Пугальцов 50′ (пен.) · Егоров 61′ · Кравченко ? | (отчёт) | Авдеенко 21′ · Кожевников 82' · Петров 85′ · Кайзер ? | Стадион: ? Зрителей: 200 Судья: Александр Борисов (Семипалатинск) |
| Шахтёр: Ишутин, Мищенко, Пугальцов, Рахимбеков, Егоров, Манюк, Курдюмов (Маликов 46), Хоботов, Самойлов (Кравченко 46), Тимонин, Иманкулов (Кушебин 66) Восток: Фузеев, Евтеев, Федоров, Салий, Кайзер, Шойбеков, Чесноков (Троеглазов 70), Седнев (Кожевников 72), Нуркенов, Авдеенко, Утробин (Ставский 87) |                                                   |         |                                                       |                                                                   |

## Кубок Казахстана по футболу 1993

### Матчи
| 26 марта 1993 1/16 финала | Актюбинец | 0:1     | Шахтёр               | Кентау                                                                 |
| |           | (отчёт) | Пугальцов 60′ (пен.) | Стадион: Машиностроитель Зрителей: 250 Судья: Евгений Шкарин (Шымкент) |
| Актюбинец: Лабунец, Д.Жоланов, Танжариков, Уразбаев, Гусев, Ж.Жоланов, Юрист, Силин, Кивенов, Распопов, Несмеянов Шахтёр: Ишутин, Мищенко, Хоботов, Иванов (Огольцов 46), Рахимбеков, Свешников (Цуканов 46), Пугальцов, Егоров (Журавлёв 88), Курдюмов, Иманкулов, Кравченко |           |         |                      |                                                                        |

| 2 мая 1993 1/8 финала | Шахтёр                                                                                     | 6:0     | Яссы | Караганда                                                      |
| | Иманкулов 2′ · Иманкулов 7′ · Егоров 11′ · Манюк 52′ · Кравченко 85′ (пен.) · Журавлёв 90′ | (отчёт) |      | Стадион: Шахтёр Зрителей: 1 000 Судья: Алаш Утеушов (Алма-Ата) |
| Шахтёр: Новиков, Мищенко (Огольцов 46), Заяц, Рахимбеков, Курдюмов, Хоботов, Манюк (Сакенов 59), Иманкулов, Егоров (Нестеров 67), Маликов (Журавлёв 58), Кравченко Яссы: Сунаков, Усенов, Шпита, Скорняков (Казанкапов 12), Ирисбаев, Куралбаев, Асосков, Большаков, Майоров, Толмачёв, Юртаев |                                                                                            |         |      |                                                                |

| 11 июня 1993 1/4 финала | Фосфор                                      | 3:0     | Шахтёр | Жамбыл                                                             |
| | Ярыгин 45′ · Мирсалимбаев 46′ · Мазбаев 53′ | (отчёт) |        | Стадион: Химик Зрителей: 2 000 Судья: Александр Кулаков (Алма-Ата) |
| Фосфор: Жебин, Исмаилов, Авдеев, Качагин, Елеусинов, Османов (Хайтмуратов 57), Щербаков, Мирсалимбаев (Канапиев 75), Мазбаев, Ярыгин (Половников 65), Шмариков (Нарчаев 53) Шахтёр: Новиков, Мищенко, Семёнов, Рахимбеков, Курдюмов, Самойлов (Журавлёв 46), Манюк, Тимонин (Свешников 59), Маликов (Егоров 46), Кушебин, Кравченко (Цуканов 46) |                                             |         |        |                                                                    |

## Статистика

### Матчи и голы
| № | Поз. | Имя                   | Высшая лига | Высшая лига | Кубок | Кубок | Итого | Итого |
| № | Поз. | Имя                   | Игры        | Голы        | Игры  | Голы  | Игры  | Голы  |
| - | ---- | --------------------- | ----------- | ----------- | ----- | ----- | ----- | ----- |
| ? | Вр   | Вячеслав Дерменев     | 0           | 0           | 0     | 0     | 0     | 0     |
| ? | Вр   | Юрий Ишутин           | 44          | -36         | 1     | 0     | 45    | -36   |
| ? | Вр   | Юрий Новиков          | 4           | -5          | 2     | -3    | 6     | -8    |
| ? | Защ  | Зангар Дарушев        | 1           | 0           | 0     | 0     | 1     | 0     |
| ? | Защ  | Юрий Ермолаев         | 0           | 0           | 0     | 0     | 0     | 0     |
| ? | Защ  | Семён Журавлёв        | 13          | 1           | 3     | 1     | 16    | 2     |
| ? | Защ  | Олег Иванов           | 0           | 0           | 1     | 0     | 1     | 0     |
| ? | Защ  | Андрей Курдюмов       | 41          | 2           | 3     | 0     | 44    | 2     |
| ? | Защ  | Георгий Маликов       | 23          | 1           | 2     | 0     | 25    | 1     |
| ? | Защ  | Сергей Мищенко        | 43          | 0           | 3     | 0     | 46    | 0     |
| ? | Защ  | Олег Пугальцов        | 41          | 10          | 1     | 1     | 42    | 11    |
| ? | Защ  | Серик Сакенов         | 5           | 0           | 1     | 0     | 6     | 0     |
| ? | Защ  | Мухамедияр Саудегеров | 8           | 0           | 0     | 0     | 8     | 0     |
| ? | Защ  | Георгий Сиоридзе      | 0           | 0           | 0     | 0     | 0     | 0     |
| ? | ПЗ   | Ербулат Ералиев       | 7           | 2           | 0     | 0     | 7     | 2     |
| ? | ПЗ   | Казбек Кушебин        | 24          | 1           | 1     | 0     | 25    | 1     |
| ? | ПЗ   | Александр Манюк       | 42          | 0           | 2     | 1     | 44    | 1     |
| ? | ПЗ   | Сергей Огольцов       | 26          | 0           | 2     | 0     | 28    | 0     |
| ? | ПЗ   | Олег Самойлов         | 33          | 2           | 1     | 0     | 34    | 2     |
| ? | ПЗ   | Евгений Свешников     | 5           | 0           | 2     | 0     | 7     | 0     |
| ? | ПЗ   | Виктор Семёнов        | 2           | 0           | 1     | 0     | 3     | 0     |
| ? | ПЗ   | Сергей Тимонин        | 32          | 1           | 1     | 0     | 33    | 1     |
| ? | ПЗ   | Игорь Хоботов         | 38          | 0           | 2     | 0     | 40    | 0     |
| ? | Нап  | Бахтиёр Базаров       | 0           | 0           | 0     | 0     | 0     | 0     |
| ? | Нап  | Сергей Егоров         | 45          | 13          | 3     | 1     | 48    | 14    |
| ? | Нап  | Павел Заяц            | 3           | 0           | 1     | 0     | 4     | 0     |
| ? | Нап  | Руслан Иманкулов      | 39          | 5           | 2     | 2     | 41    | 7     |
| ? | Нап  | Владимир Кравченко    | 42          | 12          | 3     | 1     | 45    | 13    |
| ? | Нап  | Александр Нестеров    | 5           | 0           | 1     | 0     | 6     | 0     |
| ? | Нап  | Берик Рахимбеков      | 41          | 0           | 3     | 0     | 44    | 0     |
| ? | Нап  | Вячеслав Цуканов      | 30          | 1           | 2     | 0     | 32    | 1     |